# Trichostachys le-testui
Trichostachys le-testui är en måreväxtart som beskrevs av François Pellegrin. Trichostachys le-testui ingår i släktet Trichostachys och familjen måreväxter.
Artens utbredningsområde är Gabon. Inga underarter finns listade i Catalogue of Life.